# 渡辺雪三郎
渡辺雪三郎（わたなべ ゆきさぶろう、1949年2月10日- ）は、日本のファッションデザイナー。東京都出身。

## 経歴
セツ・モードセミナー卒業。1972年株式会社ミッチを設立、同時に婦人服プレタポルテ「ミッチ・渡辺雪三郎・ヌーベルクチュール」を発表。1975年オートクチュール部門「ミッチ・渡辺雪三郎・オートクチュール」（パリの正式なオートクチュールではない）を設立。「美は唯存在する」という創作理念を基盤に、オーダーメード、およびプレタポルテデザイナーとして活動している。また、コンクールで審査委員(長)を務める。
1991年よりアプロンワールド（現・KAZENホールディングス)と契約し、医療用白衣・ユニフォームをデザインしている。

## 家族・親族
- 宮川曼魚　随筆家。江戸文学研究家。祖父。
- ルネ・ヴァン・ダール・ワタナベ 　占星術師。兄。

## 著書
- 雪三郎のエレガンス、淡交社
- MODE、淡交社
- 気品ある女性のおしゃれ学、講談社